# Jan Collaert

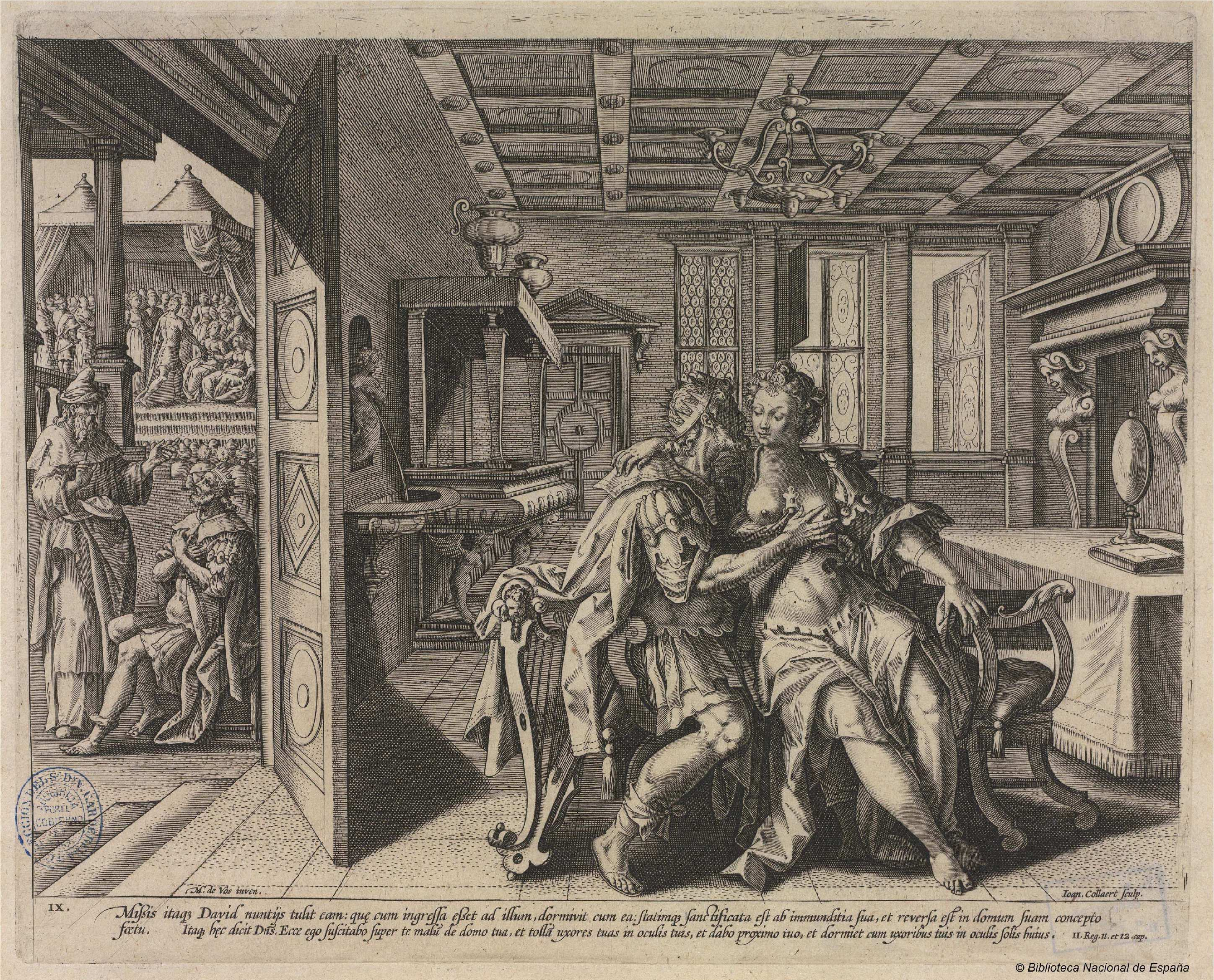
No desearás la mujer del prójimo [David y Betsabé], serie de los Mandamientos editada por Philip Galle; buril firmado por Jan Collaert como grabador y Marten de Vos como inventor. Biblioteca Nacional de España.

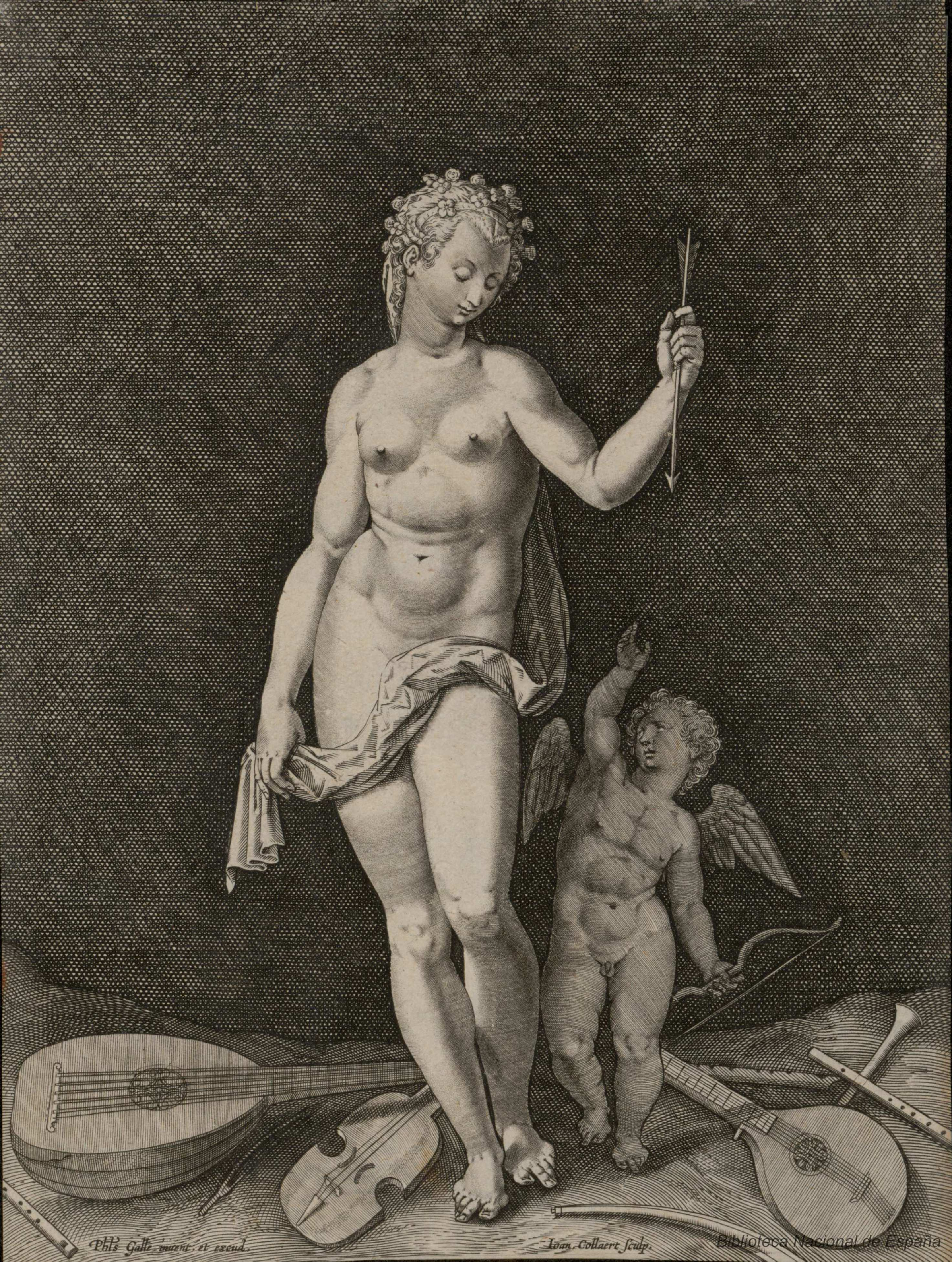
Venus. Grabado a buril firmado «Phls Galle invent et excud / Ioan Collaert Sculp». Biblioteca Nacional de España.

Jan Collaert, también conocido como Hans Collaert II o Jan Collaert II (Amberes, c. 1561/1566-c. 1628), fue un grabador a buril flamenco, hijo de Hans Collaert I y hermano de Adriaen Collaert, también grabadores.

## Biografía
Hijo de Hans Collaert y Anna van der Heyden, debió de formarse en la técnica del grabado con su hermano Adriaen. En 1585 aparece registrado en el gremio de San Lucas de Amberes, del que en 1610 fue elegido vicedecano y decano de septiembre de 1613 a septiembre de 1615, figurando su nombre en los registros hasta el año contable 1620/1621. Casó el 17 de enero de 1595 con Elisabeth Firens y, tras enviudar, a finales de la década, con su cuñada Elisabeth Galle, hija de Philip Galle y hermana de Josina, casada con Adriaen. Su hijo Willem Collaert también fue grabador.
Participó en algunas colecciones de estampas publicadas por Philip Galle con motivos principalmente religiosos, como la serie de heroínas del Antiguo Testamento Icones Illustrium Feminarum Veteris Testamenti, o la dedicada a los diez mandamientos —Decalogvs cvm acerbissimis— sobre dibujos de Marten de Vos, pero también de carácter mitológico, por dibujos del mismo Galle, o profano, como las estampas del álbum titulado Nova reperta, dedicado a los nuevos inventos y descubrimientos, para el que Jan van der Straet proporcionó los dibujos. Para Jan Moretus grabó por dibujos de Marten de Vos La Anunciación, La Crucifixión, Pentecostés y La Asunción de la Virgen con destino al Missale romanum impreso en folio en la Oficina Plantiniana en 1596 y varias veces reeditado. También colaboró en las Evangelicae Historiae Imagines de Jerónimo Nadal impresas por Martin Nutius (1593) aunque con solo una estampa de las 153 de que consta.
Un retrato de cuerpo entero de Alberto e Isabel Clara Eugenia, archiduques de Austria, grabado por dibujo de Otto van Veen editado por Johan Woutneel fue incorporado a la serie de retratos de los duques de Brabante que ilustran la obra de Adriaen van Baerland Ducum Brabantiae Chronica, Amberes, Officina Plantiniana apud Ioannem Moretum, 1600, donde era el único grabado firmado, posiblemente por haberse añadido tardíamente a la serie formada en el taller de Jean Baptiste de Vrint.